# Храм 33 (Тикаль)
Храм 33 (также 5D-33) — 33-метровый пирамидальный монумент, памятник майяской цивилизации, расположенный в Северном акрополе в Тикале. Пирамида находится в центре переднего ряда строений, смотрящих на главную площадь между храмами 32 и 34 в передней части Северной платформы. Храм 33 — один из самых изученных в майяской культуре. В начале храм представлял собой небольшое захоронение короля Сиях-Чан-Кавиля II со святилищем, которое было сооружено в 457 году н. э. Его трижды перестраивали и над ним была закопана стела. В середине 1960-х годов археологи полностью разобрали последнюю перестройку большой пирамиды и была обнаружена более ранняя версия сооружения.

## История постройки

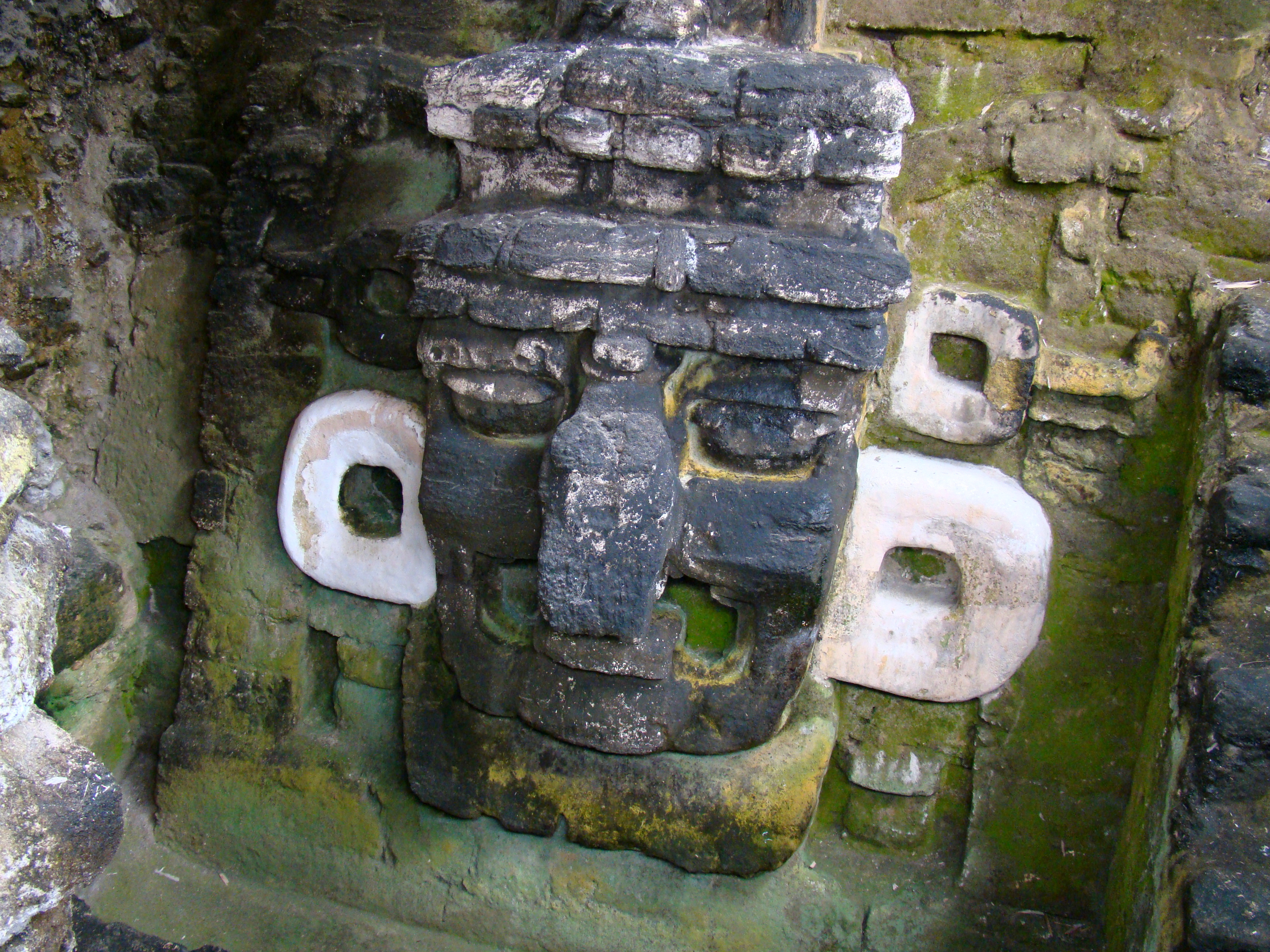
Гигантская маска с западной стороны второго варианта перестройки.

Храм 33 был построен как погребальный монумент королю Сиях-Чан-Кавилю II, правившему в 5-м веке королю Тикаля; он был построен непосредственно над гробницей, которая была высечена в скале. Пирамида была трижды реконструирована в течение двух веков. Три фазы перестроек были названы археологами как 33-1 (окончательная версия), 33-2 (промежуточная версия), 33-3 (исходное святилище).
Первая фаза постройки заключалась в сооружении широкой платформы основы. Она включала в себя сооружение трёхметровых лепных масок по бокам лестницы. Вторая фаза началась после небольшого перерыва и включала в себя новые надстройки на основной платформе с добавлением новых масок стукко и обшивки панелями. Стены святилища в раннеклассический период были покрыты граффити, включавшие изображения людей и иероглифов. Стены изнутри были покрыты тонким слоем сажи, некоторые граффити были нанесены поверх него, а некоторые под ним.
Третья и последняя фаза перестройки была проведена в золотой век Тикаля (562—692 годы). В течение этого времени стела 31 Сиях Чан Кавиля II была перенесена в святилище, построенное во вторую фазу перестройки, и установлена непосредственно над первичной могилой. Церемония установки сопровождалась разведением костров и разбиванием керамических изделий. Новая пирамида возвышалась над постройкой на 33 метра и содержала новое неидентифицированное королевское захоронение. Строительство было остановлено на время церемонии погребения представителя знати, который был похоронен в щебне в основании пирамиды. При раскопках в 1959 и 1960 годах было обнаружено, что поверхность Храма 33-1 была сильно повреждена временем и покрывающей её растительностью.

## Разрушение
В 1965 Храм 33-1 был полностью разобран и археологи обнаружили строения более раннего этапа. Археологи пришли к заключению, что у них не хватает ресурсов для реконструкции и было принято решение использовать этот материал для засыпки образовавшегося в ходе раскопок разлома в Северном акрополе. Демонтаж был согласован с гватемальским Институтом антропологии и истории (en:Instituto de Antropología e Historia) 1964 году. Решение о разборе пирамиды вызвало много споров; в частности, археолог Генри Берлин раскритиковал его в своей статье в 1967 году. Г. Берлин задавался вопросом, почему ресурсов хватило на демонтаж пирамиды, но не хватило на её восстановление, несмотря на то, что она была в таком же состоянии, как и остальные, которые было решено восстановить. Он также критиковал решение разобрать пирамиду и использовать обломки для заполнения рва, когда кругом более, чем достаточно материалов для этого. Берлин направил жалобу на эти действия директору Института антропологии и истории Гватемалы в 1966 году. Директор поддержал действия по демонтажу пирамиды и подтвердил, что институт одобрил их. Археологи опубликовали свой ответ Г. Берлину, в котором утверждали, что демонтаж позволил им получить много новой информации, в том числе о методах строительства. Вероятно, эти же методы были использованы и при строительстве других позднеклассических пирамид. Кроме того, была прояснена стратиграфическая схема Тикаля. Английский майянист Джон Томпсон одобрил действия археологов и утверждал, что «…даже если решение о частичном демонтаже и было неправильным, то это не такая большая потеря для человечества».

## Стела и алтарь

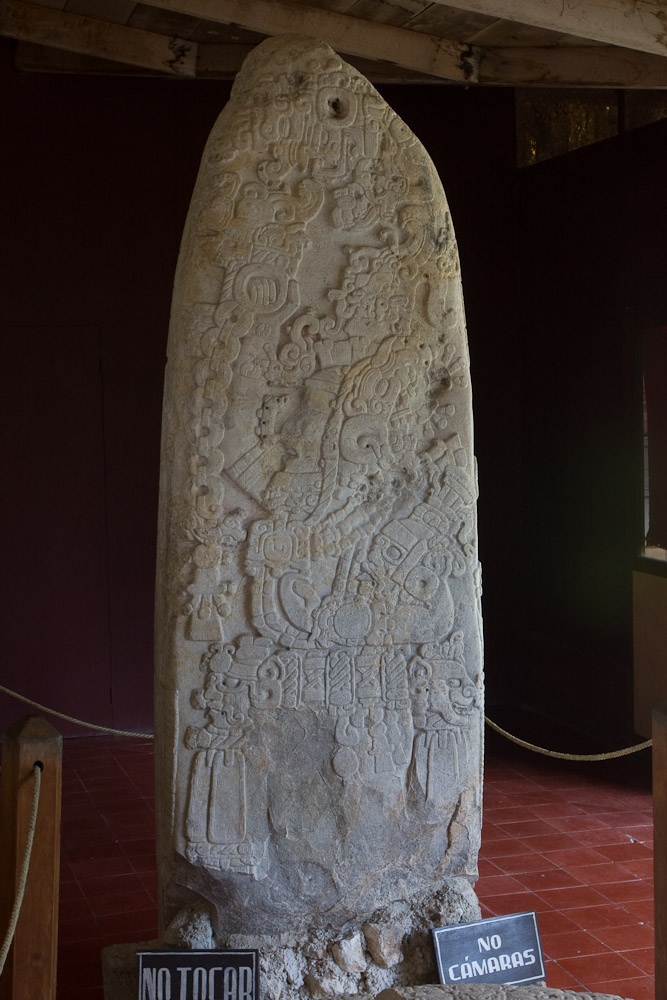
Стела 31 зарыта выше могилы короля Сиях-Чан-Кавиля II

Во время третьей фазы перестройки Стела 31 была перенесена и закопана над останками короля Сиях-Чан-Кавиля II. Монумент состоит из двух третей оригинальной стелы, которая была частично разрушена перед переносом к новому месту установки. Стела 31 была освящена в 445 г. н. э. и изображала короля Сиях-Чан-Кавиля II с символами власти; его отец, Яш-Нун-Айин I, был изображён на монументе трижды. Он был изваян в преднамеренно архаическом стиле, скопированном со стелы 29, которая была возведена на полтора века ранее. На стеле видно сильное влияние Теотиуакана — Сиях-Чан-Кавиль II изображён украшенным эмблемой Теотиуакана. Яш-Нун-Айин I изображён по обе стороны монумента в виде теотиуаканского воина, прикрывающего своего сына. Его изображение парит над изображением сына в передней части монумента. Он изображён как Бог Солнца в настоящем майяском стиле. На задней стороне стелы высечен длинный иероглифический текст, утверждающий право на царствование Сиях-Чан-Кавиля II по материнской линии и создании новой теотиуаканской династии; краткое описание восхождения Сиях-Чан-Кавиля II на царство, окончание бактуна в 435 году, освящение монумента и смерть дедушки правителя в 439 году.
Алтарь 19 был погребён во время последней перестройки Храма 33 непосредственно перед второй версией святилища. Алтарь был сильно повреждён, разбит на три части и большая часть скульптуры, которая изображала сидящего человека, была сколота. Три фрагмента были размещены вместе, так что алтарь составлял пару со Стелой 31. Алтарь был изготовлен из известняка и сейчас находится в Музее Тикаля. Он датирован приблизительно 445 годом нашей эры.

## Захоронения
В Храме 33 идентифицированы три захоронения.
Захоронение 23: для того, чтобы сделать эту королевскую гробницу, пришлось разрушить лестницу, созданную во второй фазе перестройки и ведущую в святилище. Личность, захороненная в гробнице не установлена, это одна из двух вероятных гробниц короля Нуун-Ухоль-Чака, правителя VII столетия. Гробница была вырезана из скалы, находящейся непосредственно под храмом, к югу от захоронения короля Сиях-Чан-Кавиля II. Король был похоронен, по-видимому, в спешке, в ещё не оконченной гробнице, так как обнаружены брызги штукатурки на сопровождающих захоронение подношениях, а также случайно забытая рабочим кремниевая кирка. Тело короля покоится на паланкине, раскрашенном киноварью и покрытом шкурами ягуаров; а само тело погребенного покрыто морскими ракушками.
Захоронение 24: захоронение знатного человека, находящееся в куче щебня в центре пирамиды, сделанное в третьей фазе перестройки.
Захоронение 48: могила короля Сиях-Чан-Кавиля II в скале. Захоронение расположено на центральной оси Северного Акрополя и было сопровождено двумя человеческими жертвоприношениями. Стены гробницы расписаны иероглифами, указывающими на то, что это помещение расположено в мире мёртвых, а также дату завершения — март 457 года, год спустя после смерти короля. Останки короля были помещены в сидячее положение, там недоставало черепа, кистей рук и бедренных костей. В помещении находились также два человеческих жертвоприношения: ребёнок и подросток, расположенные в противоположных сторонах, друг напротив друга, по обе стороны от останков короля. Их расположение говорит о том, что в жертву они были принесены вне захоронения, а потом уже перемещены в него. Умершие были окружены 27 керамическими сосудами; пять фрагментов их были подвергнуты нейтронно-активационному анализу, после которого стало ясно, что сосуды не только местного происхождения, но и привезённые из других городов. Среди майяских сосудов был и другой, немайяского происхождения — чёрный цилиндрический сосуд на треножнике, украшенный изображениями в теотиуаканском стиле. Несмотря на то, что сосуд был выполнен в теотиуаканском стиле, его крышка имеет смешанную майяско-теотиуаканскую форму и, видимо, произведена на импорт. Другие приношения, обнаруженные в захоронении, включали в себя камни и раковины, бывшую в активном употреблении зернотёрку и камень-тёрочник. Множество жадеитовых артефактов: диски и несколько сотен полукруглых бусин, когда-то бывших ожерельем, две пары ушных плагов, огромное количество мелких бусин россыпью, а также два обсидиановых лезвия.
Гробница была вырезана в горизонтальной галерее в скале, добраться к которой можно было по лестнице, идущей с нижней террасы Северного акрополя; стены были покрыты стукко, по которым были расписаны фрески с иероглифами. Горизонтальная галерея была запечатана известняковой кладкой после того, как там был захоронен король. Галерея расположена на 2,1 метра ниже уровня террасы, помещение имело размер 9 на 5 м и форму скруглённого прямоугольника.